# Parviz Shahbazov
Parviz Ogtay oglu Shahbazov (en azerí: Pərviz Oqtay oğlu Şahbazov; Bakú, 24 de noviembre de 1969) es político azerbaiyano, Ministro de Energía de Azerbaiyán.

## Biografía
Parviz Shahbazov nació el 24 de noviembre de 1969 en Bakú. En 1986-1992 estudió en la Universidad Estatal del petróleo e industria de Azerbaiyán. 
Habla inglés, alemán y ruso.
Es casado y tiene dos hijos.

## Carrera política
- 1990 - inició su carrera diplomática como pasante en el departamento de relaciones económicas internacionales del Ministerio del Exterior de la República de Azerbaiyán
- 1992-1996 - agregado en la Embajada de Azerbaiyán en Alemania
- 1996-2001 – trabajó en diversos cargos en el Ministerio del Exterior de Azerbaiyán
- 2001-2005 – asesor y encargado de negocios en la Embajada de Azerbaiyán en Austria
- 2005 – presidente de Foro de la OSCE sobre la cooperación en materia de seguridad
- 2005-2016 – Embajador Extraordinario y Plenipotenciario de la República de Azerbaiyán en Alemania[2]
- 2017 – se nombró Ministro de Energía de la República de Azerbaiyán[3]